# Codex Bamberg

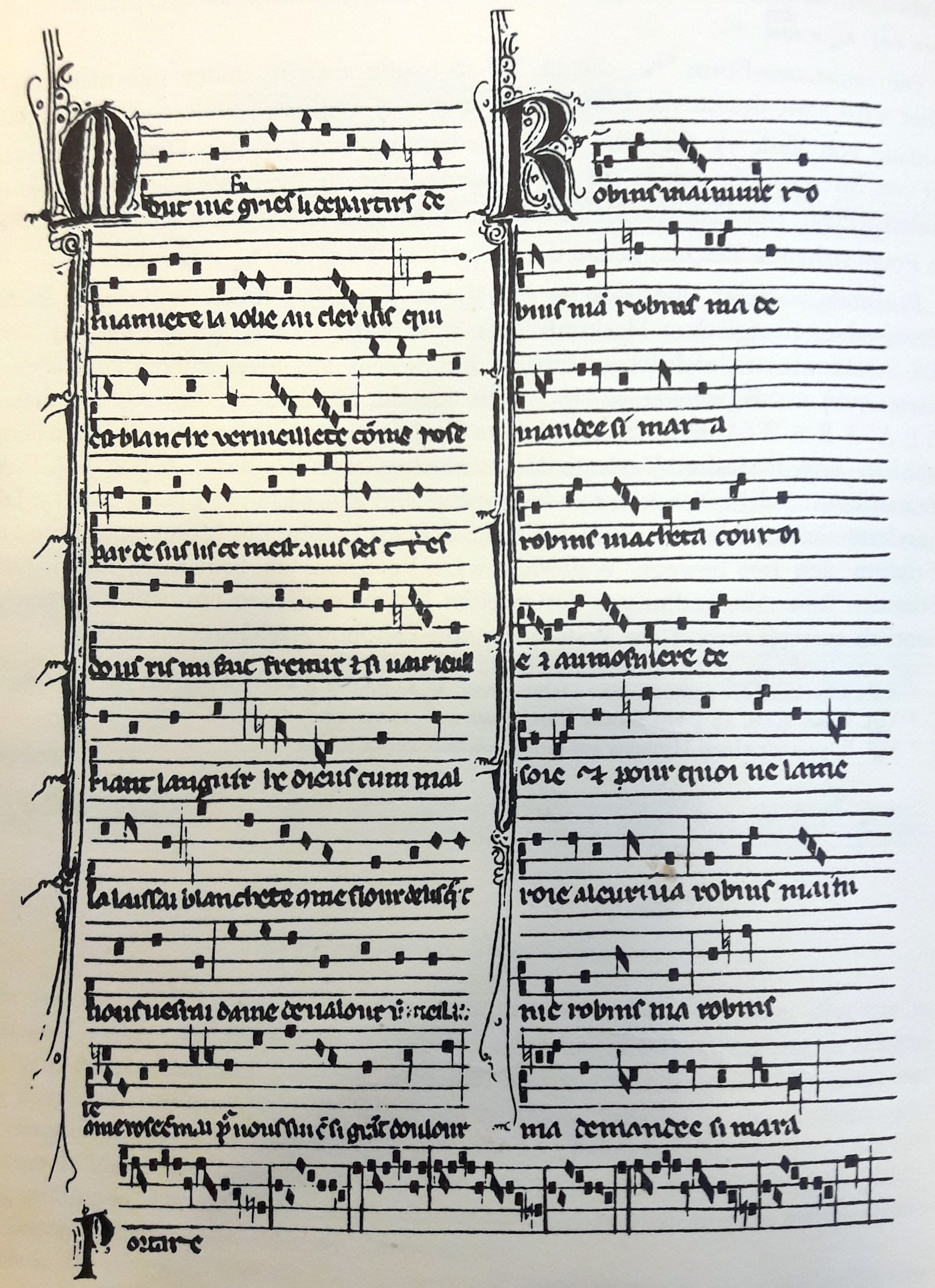
Motetes del Codex Bamberg.

El Codex Bamberg o Códice de Bamberg (Bamberg, Staatsbibliothek, Lit.115) es un manuscrito que contiene dos tratados sobre teoría musical y una gran colección de polifonía francesa del siglo XIII. Se cree que la procedencia de este códice sea París. En la actualidad se conserva en la Biblioteca Estatal de Bamberg en Alemania bajo la denominación Lit.115.

## Descripción
Este códice está encuadernado en piel de cerdo de color marfil con letras doradas bordadas. Consta de 80 folios de pergamino con unas dimensiones de 26,3 × 18,6 cm y el bloque escrito ocupa 18,7 × 13,6 cm. El documento se estructura en diez "cuaterniones" o agrupaciones de folios doblados y presenta números arábigos que aparecen a lápiz en la esquina superior derecha de cada página. En cuanto a los escribas, se aprecia la misma mano musical para los folios del 1 al 64v y la misma mano textual para los folios del 1 al 62v. Hay diferentes manos posteriores para la segunda sección.
El códice está asociado principalmente a la notación franconiana, aunque incluye motetes. Esto evidencia la popularidad de la música profana hacia finales del siglo XIII y también el hecho de que la música se estaba volviendo más accesible para la gente común, muchos de los cuales nunca aprendieron a hablar latín más allá de recitarlo en los servicios religiosos. 
Todo ello concuerda con el hecho de que el Codex Montpellier contenga asimismo muchas canciones seculares en su colección, lo que pone de manifiesto la dimensión de este fenómeno, sin limitarlo a una sola escuela musical de la época. Diversos aspectos del manuscrito, como el recorte y el colorido de las páginas, el formato del texto y el grado de deterioro, apuntan a la idea de que el códice se compiló de manera que permitiera interpretar las canciones sin ningún ensayo previo.

## Contenido
El contenido del códice puede dividirse en los cuatro fascículos siguientes (las dos hojas de papel sin numerar no pertenecen al corpus del manuscrito):
- Fascículo 1: Folio 1 – 62
- Fascículo 2: Folio 62' – 64'
- Fascículo 3: Folio 65 – 79'
- Fascículo 4: Folio 80 – 80'

El fascículo 1 contiene 100 motetes dobles: 44 latinos, 47 franceses y 9 macarrónicos, que están ordenados alfabéticamente según el comienzo del motete, y dentro de cada letra el orden es latín / francés / latín o macarrónico. Los motetes dobles están anotados en columnas.
El fascículo 2 contiene ocho piezas en notación de partitura: el conductus "Deus in adutorium" y siete cláusulas. 
El fascículo 3 contiene el tratado teórico-musical Practica artis musicae escrito por el teórico musical Amerus.
El fascículo 4, que cierra el códice, contiene dos tonarios: los motetes a dos voces "Alma redemptoris" y "Dulcis Ihesus memoria dat vera", que fueron añadidos posteriormente.

## Las obras musicales
El códice de Bamberg contiene 100 motetes dobles, que son piezas a tres voces con dos líneas de contrapunto sobre un cantus firmus. De los motetes recogidos en el manuscrito, 44 tienen textos latinos; 47 tienen textos franceses; 9 están en lengua macarrónica. Tras este grupo de motetes hay un conductus y una serie de 7 hoquetus. La notación musical es similar a la utilizada en el Códice de Montpellier, aunque se evidencian algunos avances en la claridad notacional. Estos motetes probablemente fueron compuestos entre 1260 y 1290, y suelen estar en el estilo asociado a Franco de Colonia.
La mayoría de estos motetes están escritos a tres voces, lo que significa que tienen tres partes diferentes en la música escrita. El códice contiene más de 100 motetes de este tipo. De ellos, 44 presentan textos en latín, 47 en francés y 9 en macarrónico. Los textos macarrónicos están escritos en un híbrido entre dos lenguas, en este caso el latín y el francés vernáculo. Sólo hay un motete en el códice con cuatro partes vocales, el resto tiene tres partes. Todos los motetes del Códice de Bamberg son polifónicos y politextuales.
A continuación de la sección principal de los citados motetes, aparecen un conductus y 7 hoquetus. El conductus es un tipo de pieza vocal sacra, pero no litúrgica, para una o más voces. El hoquetus es una técnica compositiva rítmica lineal que aplica la diferenciación de ciertos elementos rítmicos y de escala. En la práctica medieval del hoquetus, una sola melodía suele ser compartida entre dos voces, de modo que una voz suena mientras la otra descansa y esta acción se alterna entre las voces.

### Listado de obras
La siguiente tabla recoge algunas de las obras contenidas en el códice con sus títulos originales, no traducidos.
1. Je ne chant pas / Talens m'est pris de chanter / Aptatur / Omnes (4 voces)
2. Ave, Virgo regia / Ave, plena gracie / Fiat (2 voces, viela, arpa)
3. In seculum breve (2 vielas, dulcimer, arpa)
4. Entre Adan et Henequel / Chief bien seans / Aptatur (3 voces)
5. Ave, plena gracie / Salve, Virgo regia / Aptatur (2 voces, flauta de pico, viela, arpa, laúd)
6. Neuma (flauta de pico, trompa, viela, arpa)
7. Ave, in styrpe spinosa / Ave, gloriosa / Manere (3 voces)
8. El mois de mai / De se debent / Kyrie (3 voces)
9. In seculum viellatoris (3 vielas)
10. Mout me fu griès / In omni frate tuo / In seculum (3 voces)
11. Entre Copin / Je me cuidoie / Bele Ysabelot (3 voces)
12. Virgo (2 vielas, dulcimer, arpa)
13. Pouvre secours / Gaude chorus / Angelus (3 voces)
14. Chorus Innocencium / In Bethleem / In Bethleem (2 voces, viela, percusión)
15. In seculum d'Amiens breve (flauta de pico, 2 vielas, laúd)
16. O Maria, Virgo davitica / O Maria, maris stella / Misit Dominus (2 voces, flauta de pico, 2 vielas)
17. Miranda / Salve, mater / Kyrie (7 voces)
18. In seculum longum (flauta de pico, 2 vielas)
19. Agmina milicie / Agmina milicie / Agmina (3 voces)
20. Quant flourist / Non orphanum / Et gaudebit (4 voces)
21. In seculum d'Amiens longum (flauta de pico, viela, arpa)
22. me tu griès II / Robins m'aime / Portare (3 voces)
23. Or voi je bien / Eximium / Virgo (2 voces, viela, arpa)
24. Ave, Virgo regia / Ave, gloriosa / Domino (3 voces)
25. Mors que stimulo / Mors morsu / Mors (6 voces)

## Los tratados
El códice contiene además dos tratados, uno de un autor anónimo y otro de Amerus. Este tratado, Practica artis musice, tenía como objetivo explicar los sistemas de notación, a la vez que hablaba de la polifonía. Se cree que la obra de Amerus se encuentra entre los primeros tratados de Italia que emplean la notación rítmica. Las técnicas que se utilizaron para la mayor parte de la composición de los motetes y canciones incluían prácticas básicas utilizadas en la época de los motetes medievales durante el siglo XIII. Esto incluía el uso de modos rítmicos y una forma temprana de pentagrama. Esto proporcionó una base para determinar la altura musical exacta así como una aproximación al pentagrama actual.

## Relevancia
Esta obra contiene una notable colección de motetes del siglo XIII; proporciona una fuente de material de gran relevancia histórica y musicológica. Como tal, ofrece una base de datos compacta y concisa de la música de la época. No sólo muestra el avance de la música tanto en complejidad como en la notación, sino también la difusión de la música profana a través de los escritos de Amerus. Tanto el Codex Bamberg como la percepción sobre el origen y procedencia del manuscrito siguen siendo objeto de debate, ya que algunos señalan que hay más motetes franceses que latinos en la colección, como prueba de que éste pertenece al repertorio francés.

## Discografía
- 1990 – Joculatores Upsalienses. De Fyra Arstiderna, The Four Seasons (BIS). Contiene piezas del Codex Bamberg, Alfonso X el Sabio, Canconer del duc de Calabria (anónimo).
- 1999 – The Saracen and the Dove. Music from the Courts of Padua and Pavia. Orlando Consort (PolyGram). Contiene piezas del Codex Bamberg y de Bartolino da Padova, Anthonello da Caserta, Johannes Ciconia, Antonio Zacara da Teramo et al.
- 2001 – La Camerata de Paris. Moyen Age (musique instrumentale du moyen âge). Elena Polonska, Isabelle Quellier et al. (Gallo). Contiene piezas del Codex Bamberg y de Audefroi le Bastart, Codex Faenza, Alfonso X (el Sabio), Gace Brule Guillaume de Machaut et al.
- 2003 – Ave Mater, o Maria! Dekameron (Dux Recording Prod). Contiene piezas del Codex Bamberg, Codex Montpellier, Alfonso X el Sabio, Reinmar von Zweter et al.
- 2003 – Monastic Chant. 12th and 13th C. European Sacred Music. Theatre of Voices, Paul Hillier. (Harmonia Mundi). Contiene piezas del Codex Bamberg, Codex Faenza, Codex Ivrea, Codex Montpellier, Codex Rossi, Johannes Ciconia, Leonin, Guillaume de Machaut, Giovanni da Firenze et al.
- 2004 – Codex Bamberg. Ensemble Chominciamento di Gioia, Luigi Taglioni.
- 2004 – Tempus Fugit. Chants sacré, Nebbiu, (Long Distance France).
- 2006 – The Rose, the Lily & the Whortleberry. Medieval Gardens in Music, Orlando Consort, Donald Greig, Robert MacDonald. (Harmonia Mundi).  Contiene piezas del Codex Bamberg y de Alexander Agricola, Jacques Arcadelt, Antoine Brumel, Crapentras, Rodrigo de Ceballos, Clemens non Papa, Thomas Crecquillon, Walter Frye, Nicolas Gombert, Francisco Guerrero, Johannes Lupi, Guillaume de Machaut, Gabriel Mena, Dominique Phinot.
- 2008 – Faces of a Woman. Tales of remarkable women throughout the centuries. Tapestry: Darrick Yee, Sarah Freiberg, Cristi Catt, Laurie Monahan (MD&G Records). Contiene piezas del Codex Bamberg y de Beatriz de Día, Dom Dinis, Hildegard von Bingen, Marcos Drieger, Rabanus Maurus, Serguéi Rajmáninov et al.